# Genzebe Dibabaová
Genzebe Dibaba, přechýleně Genzebe Dibabaová (* 8. února 1991 Bekoji, Etiopie) je etiopská sportovkyně, atletka, jež se věnuje běhům na středních tratích. Mistryně světa v běhu na 1500 metrů z roku 2015.

## Sportovní kariéra
V roce 2008 a 2009 zvítězila na juniorském mistrovství světa v přespolním běhu. Na juniorském mistrovství světa v roce 2008 vybojovala stříbrnou medaili v běhu na 5000 metrů, o dva roky později v této disciplíně na světovém juniorském šampionátu zvítězila. V roce 2012 zvítězila v běhu na 1500 metrů na halovém mistrovství světa, na olympiádě v Londýně v témže roce nepostoupila do finále. Druhé halové zlato získala v běhu na 3000 metrů na šampionátu v Sopotech v roce 2014.
Zatím nejúspěšnější sezónou se pro ni stal rok 2015. Nejprve v červenci vytvořila nový světový rekord na 1500 metrů časem 3:50,07 (překonán 2023 Faith Kipyegonovou), v srpnu se pak na této trati stala mistryní světa.
V roce 2016 obhájila titul halové mistryně světa na 3000 metrů. V létě pak na olympiádě v Rio de Janeiro vybojovala stříbrnou medaili v běhu na 1500 metrů. Při stratu na této trati na světovém šampionátu v Londýně v roce 2017 postoupila do finále, zde však doběhla na posledním dvanáctém místě. Třetí titul halové mistryně světa v běhu na 3000 metrů vybojovala v březnu 2018 v Birminghamu.

## Osobní rekordy
Dráha
- Běh na 1500 metrů – 3:50,07 (2015)

Hala
- Běh na 1500 metrů – 3:55,17 (2014)
- Běh na 3000 metrů – 8:16,60 (2014)  (Současný světový rekord)
- Běh na 1 míli – 4:13,31 (2016)  (Současný světový rekord)